# Institut sénégalais de recherche agricole
 (janvier 2020).
Si vous disposez d'ouvrages ou d'articles de référence ou si vous connaissez des sites web de qualité traitant du thème abordé ici, merci de compléter l'article en donnant les références utiles à sa vérifiabilité et en les liant à la section « Notes et références ».
 (août 2021).
La mise en forme du texte ne suit pas les recommandations de Wikipédia : il faut le « wikifier ».
Les points d'amélioration suivants sont les cas les plus fréquents. Le détail des points à revoir est peut-être précisé sur la page de discussion.
- Les titres sont pré-formatés par le logiciel. Ils ne sont ni en capitales, ni en gras.
- Le texte ne doit pas être écrit en capitales (les noms de famille non plus), ni en gras, ni en italique, ni en « petit »…
- Le gras n'est utilisé que pour surligner le titre de l'article dans l'introduction, une seule fois.
- L'italique est rarement utilisé : mots en langue étrangère, titres d'œuvres, noms de bateaux, etc.
- Les citations ne sont pas en italique mais en corps de texte normal. Elles sont entourées par des guillemets français : « et ».
- Les listes à puces sont à éviter, des paragraphes rédigés étant largement préférés. Les tableaux sont à réserver à la présentation de données structurées (résultats, etc.).
- Les appels de note de bas de page (petits chiffres en exposant, introduits par l'outil «  Source ») sont à placer entre la fin de phrase et le point final[comme ça].
- Les liens internes (vers d'autres articles de Wikipédia) sont à choisir avec parcimonie. Créez des liens vers des articles approfondissant le sujet. Les termes génériques sans rapport avec le sujet sont à éviter, ainsi que les répétitions de liens vers un même terme.
- Les liens externes sont à placer uniquement dans une section « Liens externes », à la fin de l'article. Ces liens sont à choisir avec parcimonie suivant les règles définies. Si un lien sert de source à l'article, son insertion dans le texte est à faire par les notes de bas de page.
- La présentation des références doit suivre les conventions bibliographiques. Il est recommandé d'utiliser les modèles {{Ouvrage}}, {{Chapitre}}, {{Article}}, {{Lien web}} et/ou {{Bibliographie}}. Le mode d'édition visuel peut mettre en forme automatiquement les références.
- Insérer une infobox (cadre d'informations à droite) n'est pas obligatoire pour parachever la mise en page.

Pour une aide détaillée, merci de consulter Aide:Wikification.
Si vous pensez que ces points ont été résolus, vous pouvez retirer ce bandeau et améliorer la mise en forme d'un autre article.
 (août 2021).
- Si vous ne connaissez pas le sujet, laissez ce bandeau (vous pouvez alors contacter les auteurs).
- Si vous supprimez le contenu mis en cause (vous pouvez préalablement contacter les auteurs),

argumentez précisément cette suppression dans la page de discussion
(un manque de référence n'est pas un argument ; une recherche réelle de référence doit avoir été effectuée, être formellement documentée).
L'Institut Sénégalais de Recherche Agricole (ISRA) est un institut de recherche scientifique et technique appliquée créé en 1974. C'est pour concevoir, organiser et mener à bien toutes les recherches  relatives au secteur rural au Sénégal. Sa mission consiste en la génération de connaissances et de technologies appropriées pour atteindre l'objectif  de sécurité alimentaire des populations, la création d'emplois et de richesses et pour le développement économique, social, scientifique et culturel du pays .  

## Historique
Créé par une loi de novembre 1974, I’ISRA est l’héritier dans tous les sens du terme des anciens instituts français qui intervenaient au Sénégal. Héritier sur le plan scientifique en termes d’acquis technologiques et de connaissances accumulées, en termes de thématiques, de priorités et d’organisation disciplinaire et décentralisée de la recherche, héritier en termes d’infrastructures et d’équipements conçus dans un cadre géographique plus vaste. 
La période coloniale de la recherche agricole au Sénégal peut être découpée en deux, celle d’avant la fin de la deuxième guerre mondiale et celle d’après guerre.
La période post indépendance peut aussi se découper en deux, celle de 1960 à 1974, c’est-à-dire la période pendant laquelle le jeune État par manque de chercheurs qualifiés confie la gestion et la conduite de sa recherche aux instituts de l’ancienne puissance coloniale.
De 1975 à nos jours, où le Sénégal prend en main sa recherche pour le meilleur et pour le pire.

### 1921-1948, une histoire qui débute… avec l’arachide
On rendra d’abord hommage au baron Roger qui le premier expérimenta la culture du coton dans la vallée du fleuve Sénégal à Richard-Tell.
Mais la véritable histoire de la recherche agricole a débuté à la suite de l’introduction de la culture de l’arachide. C’est à partir du milieu du XIXe siècle que l’administration coloniale décide d’introduire et de développer la culture de l’arachide pour approvisionner l’industrie huilière de la métropole et répondre ainsi aux besoins de la France en oléagineux. Cette décision explique quelques décennies plus tard la création à Bambey au cœur de la zone de production, de la première structure de recherche agricole au Sénégal. Celle-ci voit le jour en 1921 avec la transformation de la ferme école de Bambey, créée 8 ans plus tôt, en station expérimentale de l’arachide. Cette station est chargée des recherches sur l’amélioration variétale et la culture de l’arachide.

### La variété d’arachide 28-206
En 1928, la station expérimentale de Bambey sélectionne, dans une population provenant de Bamako, la variété d’arachide 28.206 à cycle de 120 jours et à port érigé. Avec des teneurs en acide oléique (65 à 68%) et en acide linoléique (15 à 18%) importantes et intéressantes pour l’industrie huilière, sa culture va très vite être étendue à pratiquement tout le territoire national. En outre, la 28-206 est une lignée qui présente de très grandes facultés d’adaptation (pluviométrie de 700 à 1 200 mm) et une grande régularité technologique. En 1969, son appellation change avec la création d’une 28-206 résistante à la rosette. Elle est renommée 69-101 et est alors introduite en Casamance. Cette variété est, aujourd’hui encore, utilisée dans la zone agro-écologique du Sénégal oriental.
À partir des années 1930, un dispositif de recherche calqué sur l’extension des zones de culture de l’arachide se met progressivement en place pour satisfaire la demande croissante de la puissance coloniale. La station de Bambey est alors dotée de plusieurs sous-stations. C’est le cas pour les stations régionales de Nioro du Rip créée en 1936 dans le Sud du bassin arachidier, Louga au Nord du bassin arachidier et Sinthiou Malème (1937) localisée dans le Sénégal oriental, dont les premières activités portaient sur des tests de comportement et d’adaptabilité des nouvelles variétés d’arachide créées et sélectionnées à Bambey et sur la multiplication des semences.
II faudra attendre près de 12 ans après la création de la station de Bambey pour que les activités de recherche se diversifient et que soient initiées des recherches sur les cultures vivrières comme le mil, le sorgho, le niébé en rotation avec l’arachide et sur la mécanisation de la culture arachidière. En 1936, un laboratoire de chimie est construit pour conduire des études pédologiques. En 1938, Bambey devient la principale station de recherche de l’Afrique Occidentale Française (AOF) dénommée Secteur Soudanien de la Recherche Agricole. La même année, à Richard-Tell, la Mission d’Aménagement du Fleuve Sénégal (MAS) tente de mettre en place un programme d’aménagement du delta avec la création d’un casier expérimental rizicole. Parallèlement, des essais menés sur les techniques culturales, la petite mécanisation des exploitations traditionnelles et la modernisation de l’agriculture ont conduit à la création en 1939, du Secteur Expérimental et de Modernisation Agricole (SEMA) à Boulel.
À peu près à cette période, la création de stations fruitières dans les régions de Thiès (station de Mboro) et de Dakar (pépinière de Sangalkam, station du Km 15 de la route de Rufisque) marque le début des recherches sur les productions horticoles avec, comme principaux objectifs, l’introduction des agrumes, l’amélioration des espèces locales existantes et le développement d’activités maraîchères par l’introduction de nouvelles variétés et espèces. Durant cette époque, la recherche vétérinaire fait aussi son apparition. Contrairement à la recherche agronomique, elle ne vise pas l’exportation, ce qui explique qu’un intérêt moindre lui soit accordé et que sa mise en œuvre soit plus tardive. Au début des années trente, la recherche vétérinaire vise surtout à maîtriser les grandes épizooties de façon à assurer un approvisionnement correct des populations territoriales en viande. Les recherches sur les productions animales commencent en 1930 avec la création du centre de Dahra, dans le Djoloff, auquel s’ajoute, en 1935, le Laboratoire Central de l’Élevage établi à Dakar. La guerre entraîna une pause dans l’essor de la recherche agricole.

### 1948-1960, une recherche agricole à l’échelle de l’AOF, au service de l’économie de traite
Après la deuxième guerre mondiale, une politique vigoureuse de développement des recherches sur les productions végétales et animales est mise en place, organisée et coordonnée à l’échelle de l’AOF. La création du Fonds d’investissements et de Développement Économique et Social (FIDES) va permettre de financer les infrastructures et les activités de recherche. La recherche en faveur d’une agriculture de rente reste cependant dominante même si celles sur les céréales locales, la fertilisation minérale, la culture attelée, les races locales et la santé animale prennent une importance plus grande. Le Sénégal qui est la plus ancienne colonie et qui héberge la capitale de la Fédération recueille une part importante du dispositif de recherche et joue le rôle de leader pour ce qui concerne les recherches agronomiques et sur la santé animale dans toute la zone soudano-sahélienne.

### La recherche agronomique
Un Comité de Coordination et de Contrôle des Recherches Agronomiques et de la Production Agricole est créé en 1949 pour définir une véritable politique de recherche agronomique, coordonner et évaluer les activités de recherche et de vulgarisation, et pour gérer leurs budgets. Un an plus tard, une division des recherches agronomiques est créée au sein de I’Inspection Générale de l’Agriculture de l’AOF qui assure le secrétariat du Comité, la mise en œuvre de décisions dont la plus importante fut la transformation des Secteurs Agronomiques en Centres de Recherches Agronomiques Administratifs de la Fédération de l’AOF. C’est ainsi que la station de Bambey devient le Centre de Recherches Agronomiques (CRA) pour toute la zone à climat soudano-sahélien de l’AOF pour les cultures industrielles et vivrières. Le CRA de Bambey qui disposait d’une station de 640 hectares s’appuie sur toutes les stations agronomiques régionales en place (Nord et Sud Bassin Arachidier, Sénégal Oriental et Haute 35 Casamance, Moyenne et Basse Casamance) et sur les stations existantes au Soudan (actuel Mali), en Haute-Volta (Burkina Faso) et au Niger. Le centre de Bambey reçoit, à cette époque, des équipes scientifiques de la Section Technique d’Agronomie Tropicale (devenu plus tard I’IRAT) de Nogent sur Marne. La même année, en 1950, une station agronomique à vocation rizicole, qui remplace le casier expérimental rizicole, est créée à Richard-Toll et gérée par la Société pour le Développement de la Riziculture au Sénégal (SDRS). Quelques années plus tard, des organismes privés de recherche s’installent au Sénégal. C’est le cas pour I’IRHO et la CGOT intervenant dans des recherches d’accompagnement sur l’arachide et qui créent dans les années cinquante respectivement les stations de Darou (1952) dans le Sud du Bassin Arachidier et de Séfa en moyenne Casamance. La CGOT tentera (en régie) la motorisation de la culture de l’arachide avant de revenir à la culture attelée.

### La recherche vétérinaire
Les recherches sur les productions animales sont elles aussi réorganisées, dimensionnées à l’échelle de l’AOF et financées sur les ressources des territoires de la Fédération suivant le même modèle que les productions végétales. En 1948, le centre de Dahra initie des recherches sur l’amélioration de la race chevaline puis sur les bovins. En 1953, le Laboratoire Central de l’Elevage est remplacé par le Laboratoire Fédéral d’Élevage et de Recherches Vétérinaires (LFERV) établi à Hann et devient le principal centre de recherches sur la santé et l’alimentation animales à travers l’AOF. La même année une ferme expérimentale est créée à Sangalkam non loin de Dakar. Le Laboratoire regroupe toutes les recherches sur la pathologie animale, sur les moyens de prévention et de lutte, et fabrique les vaccins. Comme avant 1948, les objectifs de la recherche vétérinaire ne visent pas à exporter mais à assurer l’approvisionnement des villes en viande. La recherche zootechnique est confiée au Centre Fédéral de Recherches Zootechniques de Sotuba près de Bamako qui s’appuie au Sénégal sur le seul centre de Dahra devenu centre zootechnique.

### La recherche forestière
Elle n’existe pas en tant qu’entité autonome. Elle est menée au sein de l’administration des Eaux et Forêts. On peut imaginer qu’à cette époque les ressources ligneuses des zones humides de l’AOF et de l’AEF intéressent davantage la France et le Centre Technique Forestier Tropical (CTFT). Néanmoins, la création de nombreuses forêts classées témoignent du souci de préservation de la ressource forestière. Des programmes de reboisement sont aussi menés. 

### La recherche océanographique
La période coloniale est aussi marquée par les prémices d’une recherche océanographique. C’est en effet à la fin des années 1940 et au début des années 1950 que la recherche halieutique et océanographique a commencé à se structurer réellement. Des efforts importants sont faits pour une bonne connaissance des ressources halieutiques, des milieux marins et des modes d’exploitation grâce à l’intervention de chercheurs de l’IFAN, de l’ORSTOM et du Muséum d’histoire Naturelle de Paris. Sans ignorer la pêche artisanale, les priorités portent sur le développement de la pêche industrielle au profit de la métropole.

### Les prémices d’une recherche océanographique
Au début du XXe siècle, la puissance coloniale manifeste un intérêt dans les pèches en AOF avec la création d’un laboratoire au Muséum National d’Histoire Naturelle de Paris en 1901, puis avec le début de la Mission Permanente des pêcheries en AOF dirigée par A. Gruvel (1906). Les travaux de ce dernier (1908-1913) ont constitué les premières approches analytiques du secteur. Le Muséum, ainsi que l’Institut Fondamental d’Afrique Noire (IFAN) créé et installé à Dakar en 1936-1938 sont les deux structures impliquées dans la recherche sur l’océanographie et les pèches.
En 1941, l’inspection Générale de l’Élevage chargée du développement du secteur des pèches, envoie en mission deux spécialistes de l’office des pêches maritimes de Paris et du Muséum, pour l’étude de la « question maritime » en AOF. De 1942 à 1946, elle obtient l’affectation d’un spécialiste de l’office des pêches à Dakar dans ce qui fut le service des pèches maritimes.
L’Office de la recherche scientifique coloniale (ORSC) sera créé en 1943-1944, la chaire des pêches coloniales du Muséum sera confiée à Théodore Monod en 1945. C’est ce dernier, qui, à la Conférence de la Pêche Maritime de Dakar en janvier 1948, « soulignera la nécessité impérieuse de développer la recherche afin de pouvoir fournir aux pêcheurs et aux industriels (de la métropole) des bases rationnelles de travail ».
Le premier événement majeur est la création dans la Fédération du Centre d’Études Scientifiques et Techniques des Pèches Maritimes par arrêté du gouverneur général de l’AOF no 8254/SE du 27 décembre 1952 remplaçant l’arrêté no 699 X/E du 10 février 1947. Entre-temps le décret no 50-1626 du 26 décembre 1950 attribue au Service de l’Élevage et des Industries Animales « l’étude et le contrôle technique de la pèche maritime et l’exploitation de ses produits ».
Le centre d’études scientifiques et techniques des pèches comporte une section océanographie et biologie marine confiée à l’IFAN, une section de recherches techniques confiée à l’inspection générale de l’élevage, et une section économique confiée à la direction des services économiques. La section de recherches techniques de l’inspection générale de l’élevage est divisée en une section technique des pêches maritimes de Dakar, et deux centres d’études des pèches créés à Joal (1949) et à Saint-Louis (1952). En 1954 est créé l’office de la Recherche Scientifique et Technique Outre Mer (ORSTOM). Cette époque est marquée par de gros efforts dans la connaissance du milieu marin et de l’exploitation des ressources halieutiques. Les centres d’études des pêches procèdent aux descriptions détaillées des éléments du sous secteur artisanal comme les lieux de pêche et de débarquement, systèmes de propulsion, principales espèces exploitées et leur répartition, engins de pêche, , etc.
Le laboratoire de biologie marine de l’IFAN et sa station implantée à Gorée réalisent un inventaire systématique des différentes espèces marines. La section technique des pêches maritimes se dote d’un bateau de recherche, le « GERARD TRECA », en 1951. Celui-ci accroît l’éventail et l’effort des recherches sur les fonds de pèche, les conditions et paramètres du milieu, les possibilités de chalutage, la systématique, la biologie et la répartition des ressources, les embarcations, les systèmes de propulsion des pirogues et techniques de pêche. Toutes ces connaissances sont mises au service de l’administration, des professionnels, mais également de la communauté scientifique.
L’année 1958 marque une étape importante avec l’application de la loi-cadre de 1956 et 1960 constitue le début des indépendances des colonies de I’AOF. Le Sénégal se dote alors d’un service de l’océanographie et des pèches maritimes.

### Organisation de la recherche avant les indépendances
L’organisation de la recherche agricole mise en place par l’administration coloniale autour des années cinquante, n’a pratiquement pas changé jusqu’au moment des indépendances des pays africains à l’exception du regroupement en 1958 en un seul Comité de Coordination des Recherches Scientifiques et Techniques des productions végétales et animales. Durant cette période, la recherche agricole accumule de nombreux résultats et d’importantes connaissances. Elle propose du matériel végétal amélioré pour les principales cultures pluviales, pour le riz irrigué, pour le maraichage et l’arboriculture fruitière. Par exemple, des variétés d’arachide sont disponibles pour les différentes zones de culture arachidière.
Du matériel de culture attelée asine, équine, bovine a été mis au point permettant de mécaniser la culture de l’arachide et en partie des céréales pluviales. Des recommandations existent en matière de fertilisation minérale et organique. Des vaccins sont aussi disponibles pour lutter contre les épizooties. Une bonne connaissance du milieu physique, végétal et climatique a été développée. Ces résultats répondent bien à la demande adressée à la recherche agricole. Pour l’essentiel, ce que demandent les services agricoles, c’est du matériel végétal amélioré (et secondairement des vaccins) que ces services expérimentent puis multiplient et diffusent en milieu paysan à travers les traitants et les coopératives arachidières.
Les paysans n’ont pratiquement pas leur mot à dire en vertu de la priorité accordée aux besoins de la métropole. Dans la relation recherche-vulgarisation-paysans, ce sont les vulgarisateurs qui ont l’initiative. Et dans le boum arachidier des années cinquante, les politiques de main d’œuvre (organisation des migrations de travailleurs saisonniers, navétanes et firdous, venant des régions périphériques et des pays voisins), et de colonisation des terres neuves vers le Sud et le Sud-Est du Bassin Arachidier, le développement du transport de l’arachide par camion, ont eu plus d’importance et d’impact que la diffusion des résultats de recherche. D’ailleurs, à part quelques tentatives limitées. les innovations en matière de culture attelée et de fertilisation chimique n’ont pas été vulgarisées. Les résultats de la recherche vulgarisée n’ont pas modifié le niveau technologique de l’agriculture sénégalaise qui reste manuelle et en partie d’autosubsistance.
La recherche agricole ne s’est pas occupée de développer une connaissance des exploitations agricoles, de leurs savoirs et savoir-faire ni de leurs contraintes. On ne lui demandait pas cela et elle considérait cette agriculture comme archaïque, primitive, en fait bonne à être complètement transformée. Tout son travail restait cantonné en station, en milieu contrôlé. Ainsi dans les années cinquante, la recherche agricole est au service de l’économie de traite c’est-à-dire une économie orientée par les besoins de la métropole coloniale et dominée par les intérêts privés des maisons de commerce (Maure et Prom, Vezia, Buhan et Tesseire, , etc.) et de leurs traitants.

### Implantations des structures de recherche au Sénégal en fin 1959
De l’indépendance à la création de l’ISRA en 1974 : une recherche agricole au service d’un État opérateur économique
À l’avènement de l’indépendance en 1960, le Sénégal hérite des structures de recherches existantes sur son territoire. L’absence de chercheurs nationaux oblige le Sénégal comme presque tous les autres états de I’ex-AOF à confier la gestion et la conduite de sa recherche agricole à la France. Dans le cadre des accords de coopération, une Convention Générale de Coopération Scientifique est signée.
La France apporte le personnel scientifique et prend en charge la moitié du budget, le Sénégal apporte le personnel technique et l’autre moitié du budget. Une commission mixte qui se réunit annuellement est le principal mécanisme de programmation et de budgétisation de la recherche agricole. Le Ministère de I’Économie Rurale qui a la charge de la recherche agricole maintient néanmoins le Comité des Recherches Scientifiques et Techniques. Dans la pratique, les instituts français spécialisés gèrent avec une large autonomie les recherches qui leur sont confiées.
L’Institut de Recherches Agronomiques Tropicales et des Cultures Vivrières (IRAT), créé à cette occasion, se voit confier le Centre National de Recherche Agronomique (CNRA) de Bambey et les stations de Nioro du Rip, Sinthiou Malème et Richard-Tell. L’IRAT convainc les services agricoles de créer des Points d’Appui de Prévulgarisation et d’Expérimentation Multilocales (PAPEM). Plus d’une quinzaine de PAPEM seront ainsi créés permettant à la recherche agronomique de bénéficier d’un dispositif couvrant la plupart des situations agricoles du Sénégal. Les PAPEM appartiennent aux services agricoles qui fournissent le personnel et financent les essais menés par les chercheurs à travers le Fonds Mutuel de Développement Rural (FMDR) alimenté par une partie des bénéfices de l’arachide. Ils vont permettre, comme on le verra plus loin, à la recherche agronomique de modifier ses rapports avec la vulgarisation. 
L’implantation à Tamba, la capitale régionale, d’une Unité de Recherche et d’Expérimentation Multilocale donne naissance au CRA supervisant non seulement les PAPEM mais aussi Sinthiou Malème et le point d’essai de Kédougou.
En 1967, une station sur le riz submergé est créée à Djibelor, en zone guinéenne sèche, faisant office de sous-station par rapport à celle de Séfa, pour mener des recherches sur le riz pluvial et de mangrove (amélioration variétale et agropédologie des sols submergés et salés). La mission assignée à cette sous-station était aussi de mettre au point des technologies appropriées (techniques culturales et défense des cultures) permettant d’accroître la production rizicole et, en conséquence, le revenu des paysans.
Parallèlement, une Section Application de la Recherche et de la Vulgarisation (SARV), basée à Bambey, est mise en place pour la réalisation de tests d’assolement, de variétés de riz et de maïs et d’enfouissement d’engrais vert en Casamance en collaboration avec les écoles d’agriculture de Guérina (de 1966 à 1973) et de Néma (de 1966 à 1969). Au sein de I’IRAT-Sénégal, la SARV remplit plusieurs fonctions et de ce fait joue un rôle spécifique. Elle assure la gestion technique de toutes les stations de recherche y compris Bambey et elle gère des PAPEM pour le compte des services agricoles. Elle est aussi chargée de la production de semences de pré-base et base.
Enfin, la SARV assure les essais multilocaux et elle va être très rapidement chargée de l’intégration des résultats de la recherche sous forme de paquets technologiques puis de modèles d’exploitation. Elle a donc la responsabilité de la liaison avec les services techniques et les organismes de développement. Elle organise à cet effet des réunions annuelles régionales et nationales précédées de visites de terrain. Elle élabore les recommandations de la recherche à la vulgarisation et aux responsables de la politique agricole. De fait, la SARV est l’interface entre recherche, vulgarisateurs et décideurs.
L’institut des Recherches sur les Huiles et Oléagineux (IRHO) se voit confier la recherche sur l’arachide en concurrence avec I’IRAT et gère les stations de Darou et Louga. L’Institut d’études et de médecine vétérinaire tropicales (IEMVT) gère le Laboratoire national d’élevage et de recherche vétérinaire (LNERV) de Hann et la ferme de Sangalkam. Il utilise aussi le Centre de Recherches Zootechniques (CRZ) de Dahra et, plus tard, le CRZ de Kolda créé en 1972 qui relèvent de la Direction de l’Elevage. Comme déjà dit, le développement des activités de recherches sur les productions animales n’a pas été comparable à celles des productions végétales.
L’IEMVT poursuit les travaux engagés auparavant sur la santé animale, les aliments du bétail, la production de vaccins. Pendant les années 1960 et le début des années 1970, les recherches zootechniques ont tendance à se développer et sont concentrées dans les centres de Dahra et Kolda. Elles sont axées sur l’amélioration des races locales (Zébu Gobra à Dahra, Taurin Ndama à Kolda) et l’introduction de races étrangères (Zébu Guzerat pour le lait, , etc.). La santé et l’alimentation animales continuent cependant à être les principaux domaines des programmes de recherche. Ainsi l’IEMVT n’a pas procédé aux réajustements que nécessitaient la coupure des relations avec Sotuba. Les recherches zootechniques sont peu développées. Les aspects socio-économiques ne sont pas pris en compte. Les recherches sur la traction animale continuent à être menées seulement à Bambey par I’IEMVT.
L’amélioration du potentiel génétique du cheptel national a fait l’objet de remarquables efforts de recherches et de développement. Chez les ruminants, les programmes d’amélioration génétique sont principalement orientés vers l’amélioration de leurs aptitudes bouchères en vue d’augmenter la production de viande. Cependant, les travaux menés au CNRA de Bambey se distinguent des autres par son objectifs a procurer des bovins de trait d’un gabarit et d’une valeur bouchère supérieure a ceux des bovins non améliorés. L’amélioration des aptitudes au travail et à la course a aussi été un objectif central des programmes d’amélioration génétique par le croisement qui a été mené chez les chevaux. La sélection de races locales a été la méthode la plus utilisée dans l’amélioration génétique. Toutefois, les programmes d’amélioration génétique chez les équins et les ovins et de manière limitée chez les bovins (introduction de Guzérats et de Pakistanais) ont utilisé le croisement comme stratégie. De façon générale, les programmes d’amélioration génétique menés en station ont permis d’augmenter les performances de production de races locales et les capacités d’adaptation des races exotiques introduites au Sénégal.
Un Centre de Recherches Océanographiques (CRODT) dépendant de la Direction de l’océanographie et des Pêches Maritimes (DOPM) est créé en 1961 à Dakar-Thiaroye.  Il est géré et financé par l’ORSTOM et sera doté de son premier navire de recherche en 1969 dans le cadre d’un projet régional d’études des ressources pélagiques finance par la FAO.
Le Centre Technique Forestier Tropical (CTFT) prend en charge le Centre National des Recherches Forestières (CNRF) créé en 1965 et développe des programmes sur la conservation et la régénération des forêts naturelles, sur l’introduction d’espèces à croissance rapide et sur les techniques et méthodes de reboisement.
L’Institut de Recherche sur le Coton et les Fibres Textiles (IRCT) prend en charge les recherches sur le coton (introduction de variétés améliorées, agronomie, entomologie) qui démarrent en 1963 avec le premier projet de développement de la culture cotonnière au Sénégal.
La FAO dans le cadre d’un projet financé par le PNUD (1972-1975) puis depuis lors par la Belgique, implante et gère le Centre de Développement Horticole (CDH) de Cambérène. Des recherches sur l’horticulture y sont menées en plus d’activités de production de semences, de prévulgarisation et de formation de techniciens de l’horticulture.
Ainsi, entre 1960 et 1975, le Sénégal, avec l’aide de la France surtout, a développé le dispositif hérité de la colonisation pour couvrir l’ensemble des domaines de la recherche agricole. Mais les développements les plus originaux et dont nous devons tirer le plus de leçons concernent les tentatives de I’IRAT de faire évoluer les paradigmes et les approches méthodologiques de cette recherche. Au moment de l’indépendance, la recherche agronomique a accumulé beaucoup de technologies qu’elle estime capable de transformer radicalement l’agriculture traditionnelle et elle désespère de voir la vulgarisation ne s’intéresser qu’à la diffusion des semences améliorées. Elle a d’ailleurs commencé au niveau des PAPEM à les tester sous forme de paquets technologiques intégrant variétés améliorées, rotations culturales, techniques culturales mécanisées, fertilisation chimique et traitement des semences. La préparation de l’opération Productivité Mil-Arachide qui doit aider le Sénégal à surmonter la perte des prix préférentiels dont bénéficiait l’arachide sur le marché français offre à la recherche agronomique la première occasion de modifier les rapports recherche-vulgarisation-producteurs.
L’IRAT fait accepter ses paquets technologiques pour le mil, le sorgho et l’arachide comme référence de l’opération et crée la Société d’aide Technique et de Coopération (SATEC) qui sera chargée de l’exécution de l’opération à la place des services agricoles. C’est la naissance en 1964 de ce qu’on appellera le développement par projet basé sur un référentiel technique proposé par la recherche. C’est aussi la poursuite du démantèlement de l’économie de traite commencé en 1958 (Autonomie Interne du Sénégal) avec l’élimination des Maisons de commerce qui dominaient l’économie arachidière.
C’est surtout le début de la mise en place de sociétés d’État qui vont faire de l’État le véritable opérateur du développement jusqu’à la suppression de l’ONCAD en 1979 et de la plupart des sociétés régionales de développement rural avec la Nouvelle Politique Agricole à partir de 1984.
L’IRAT ne s’arrête pas là. Autour des PAPEM où les tests de systèmes de culture se multiplient et intègrent systématiquement les résultats des différentes disciplines scientifiques, les chercheurs travaillent de plus en plus avec des paysans sélectionnés. Chez ces « paysans correspondants » sont mis en démonstration les paquets technologiques éprouvés en milieu contrôlé en espérant que cela fera tâche d’huile. L’IRAT commence aussi à expérimenter en stations et PAPEM des modèles d’exploitation pour les différentes régions agricoles. Ces modèles basés sur l’intensification par les intrants sont l’équivalent de la révolution verte pour l’Afrique soudano-sahélienne.
Dès le début des années soixante, I’IRAT commence à conceptualiser sa démarche. En même temps qu’il réussit à faire accepter le paradigme de l’intensification à l’unité de surface, I’IRAT prône et formalise une nouvelle conception du processus de création-diffusion. Au modèle de développement basé sur l’innovation technologique doit correspondre une recherche qui met au point des paquets technologiques et des modèles d’exploitation agricole en milieu contrôlé puis les teste en vraie grandeur en milieu réel de façon à définir les conditions socio-économiques de leur adoption par les paysans. Dans cette démarche descendante, la recherche a l’initiative sur les vulgarisateurs et les producteurs. C’est à partir de 1968, grâce au discours du Président Senghor sur le décollage économique à l’horizon 2000 que l’IRAT pourra expérimenter ses idées à travers le Projet Unités Expérimentales.
En outre, à partir de 1964, on voit aussi apparaître des projets sectoriels puis de développement rural intégré (projet de promotion rurale dans le Sine-Saloum mené par la Société de Développement et de Vulgarisation Agricole ou SODEVA qui remplace la SATEC en 1967) marqués par une approche productiviste visant à accroître les productions et les rendements par un recours systématique à des intrants importés. Ce modèle est rendu possible par la création d’établissements publics chargés de commercialiser la production agricole à des prix fixés par l’État et d’approvisionner les paysans en intrants agricoles à crédit et à des prix largement subventionnés. Plusieurs sociétés de développement viennent s’ajouter à la SODEVA chargée de la vulgarisation dans le bassin arachidier et vont être systématiquement créées pour une région ou une culture et chargées des activités de vulgarisation agricole au détriment des services techniques du Ministère du Développement rural (le Programme Rizicole de Sédhiou puis la Société de Mise en Valeur de la Casamance (SOMIVAC), la CMDT puis la SODEFITEX, la SAED, La SODESP, la STN). Ces sociétés bénéficient d’une grande autonomie par rapport aux directions techniques du ministère.
La coordination et le contrôle assurés par le ministère sur la recherche et la vulgarisation en sont de fait affaiblis. Les bailleurs qui financent massivement leurs projets en tirent un pouvoir de plus en plus décisif. Ainsi, la recherche agricole, en se mettant au service d’un État opérateur du développement, a pu par la même occasion imposer son référentiel technique. L’amélioration foncière qui en est en quelque sorte le modèle idéal a servi de référence au Projet Unités Expérimentales de 1968 à 1980 et aux multiples projets de la SODEVA dans le Bassin Arachidier à partir de 1970. Elle inspire encore aujourd’hui explicitement ou implicitement des activités de recherche et de développement menées au Sénégal.

### 1975-1996: une recherche agricole en panne de paradigme
La création de I’ISRA n’a été que la prise en main par le Sénégal de la gestion de ses structures de recherche agricole. Elle n’est porteuse d’aucun projet scientifique. Ses motivations sont nationalistes. La nationalisation du secteur de la recherche coïncide avec les préparations du second Plan de Développement Economique et Social. À la même époque, l’UNESCO pousse les pays africains nouvellement indépendants à définir une politique de recherche scientifique et à se doter d’une structure de conception et de coordination au niveau gouvernemental.
En 1966, le gouvernement du Sénégal créé un Conseil Interministériel bisannuel sur la Recherche Scientifique et Technique et un Bureau des Affaires Scientifiques et Techniques (BAST), tous deux attachés au Secrétariat d’État à la Présidence. Ces entités administratives sont chargées de mettre en place une politique de recherche. En 1970, le BAST devient la Direction des Affaires Scientifiques et Techniques (DAST) responsable de la politique scientifique et placé sous la tutelle du Secrétariat au Plan et à la Coopération.
En 1973, la DAST devient la Délégation Générale à la Recherche Scientifique et Technique (DGRST). C’était alors la première organisation à contrôler tous les instituts de recherche agricole (sénégalais et français confondus) qui jusque là étaient sous la tutelle du Ministère du Développement.
En novembre 1974, la DGRST créé l’Institut Sénégalais de Recherches Agricoles (ISRA) dans le principal but de doter le Sénégal d’une véritable politique de recherche.
- 1973 : création de la Délégation Générale à la Recherche Scientifique et Technique (DGRST).
- 1974 : la DGRST met en place l’ISRA.
- 1997 : l'ISRA devient un Établissement Public à Caractère Scientifique et Technologique (EPST).

## Objectifs
L'institut effectue des recherches sur le plan de la production végétale, animale, forestière, halieutique et la socio économie rurale. 
Ces objectifs sont menés de concert avec une politique de proximité et de vulgarisation. Ils s'articulent sur cinq (5) points :
- le développement et le progrès de la recherche scientifique et/ou technologique ;
- la participation dans ses domaines de compétence à l’élaboration de la politique nationale de développement ;
- la valorisation des résultats de la recherche, tant au niveau de la communauté scientifique qu’au niveau de tous les secteurs de la vie économique et sociale ;
- le transfert des connaissances scientifiques et technologiques ;
- la formation à la recherche et par la recherche.

## Missions
Les principales missions de l'institut sont :
- La conception et l’exécution de programmes de recherche sur les productions végétales, forestières, animales et halieutiques et en économie rurale ;
- la création de connaissances scientifiques, la génération d’innovations technologiques et la mise au point d’outils d’aide à la décision pour l’amélioration du secteur agricole ;
- la valorisation et le transfert des résultats de la recherche ;
- la promotion et la formation à la recherche par la recherche ;
- le développement de la coopération scientifique aussi bien interafricaine et internationale qu’avec les institutions de recherche et universités sénégalaises.
- Développement de la recherche agricole
- Entreprendre et développer des recherches sur les productions végétales, animales, forestières, halieutiques et sur la socio-économique rurale dans le but de contribuer à l’accroissement de la production agricole ainsi que sa durabilité.

## Domaines d’activités
L’Institut sénégalais de recherches agricoles (ISRA) présente la spécificité de mener des recherches dans quatre domaines de production (végétales, animales, forestières, halieutiques) et sur la socio- économie, ce qui lui confère sa vocation agricole au sens large. 

### Économie rurale et sciences sociales
Des recherches en économie rurale et sciences sociales permettent l'analyse des acteurs et d'avoir des processus participatifs. Des mesures de changements dans les politiques actuelles existantes et les investissements conduiraient à de meilleurs résultats. 
L'identification  des facteurs déterminant les processus de politiques agricoles pour  des écarts de performance, en outre  l’identification des types de réformes institutionnelles et de politique d’apprentissage à des  politiques agricoles pro-pauvres ;
Ces  analystes politiques et les autres parties peuvent booster l' implications économiques et sur la pauvreté mais aussi en termes de leur faisabilité et les obstacles à leur implémentation .
Pour l’ensemble des zones agro-écologiques du pays, les exploitations agricoles familiales ont fait l’objet d’une caractérisation et d’une typologie. Cela confère au Bureau d’Analyses Macro-économiques (BAME) d’importantes bases de données sur l’ensemble des zones agro-écologiques. 

### Production végétales
[incompréhensible]
Permette la multiplication in vitro et d’améliorer sensiblement la productivité de spéculations à haute valeur ajoutée ;  une  forte valeur nutritive dont citer : le manioc, la patate douce dont celle à chair oranger recommandée pour la supplémentation des nourrissons et femmes enceintes. 
et y ajoute  l’ananas et la banane, la fertilité des sols . 
Ceci aboutisse  à de nombreux cultivars de maïs, de mil, de sorgho bio fortifié, de fonio, de riz NERICA de plateau et de bas-fond, de légumes (tomate, oignon, patate douce, haricot vert) adaptés à la Vallée du Fleuve Sénégal sont disponibles et accessibles. D’importantes avancées sont  notées dans la mise au point de nouvelles variétés de sorgho (Darou, Faourou, Nguinthe, Nganda, Gologé et Payenne), de niébé (Pakau, Lisard, Léona, Thieye, Kelle et Sam) et d’arachide (Essamaye, Amoul morom, Yakaar, Taaru, Rafet Kaar, Tosset, Sunu gaal et Jambaar). Les  variétés ayant un cycle adapté aux conditions climatiques actuelles et une résistance aux nuisibles ont déjà fait l’objet d’homologation. 
Nous avons ici la  liste des insectes (nuisibles ou utiles) dans les principaux agrosystèmes est mise à jour, une technique de lutte contre la chenille mineuse de l’épi du mil (Heliocheilus albipunctella) et d'autre nous avons mis  au point et deux nouvelles méthodes de lutte contre Striga hermonthica ont été transférées en milieu paysan ; ceci a fortement contribué à la réduction des dégâts et à l’amélioration des rendements sur le mil en particulier et les céréales sèches en général.

### Productions halieutiques et aquacoles
La pêche artisanale, la pêche chalutière thonière, la pêche chalutière sardinière, l’activité des bateaux pélagiques étrangers, la situation des stocks de petits pélagiques, l’importance de la production de la pêche en provenance des pays limitrophes (Guinée Conakry, Guinée-Bissau, Gambie et Mauritanie). Au Sénégal, l’état de connaissances scientifiques sur les stocks de démersaux et de pélagiques côtiers exploités et sur leurs habitats le long des côtes sénégalaises. Ces  potentielles pouvant abriter des Zones de Pêche Protégée (ZPP) et des récifs artificiels au niveau de la région naturelle du Cap-Vert et sur la Petite Côte.
Dans ce sens nous avons la connaissance des aires marines protégées (AMP). Ces espaces et outils de gestion des ressources halieutiques ont été caractérisés, leur fonctionnement analysé, la gouvernance passée en revue. Ils s’avèrent d’excellents outils de gestion des ressources halieutiques reconnus de tous les acteurs. Des indicateurs simplifiés de suivi des AMP sont disponibles. 

### Santé et production animales
Il faut noter que le Laboratoire national d’élevage et de recherches vétérinaires (LNERV) est un laboratoire de référence de l’Organisation des Nations unies pour l’alimentation et l’agriculture (FAO) et l’Organisation Internationale de Épizooties dite organisation mondiale de la santé animale (OIEOMSA).
Un essai vaccinal contre la fièvre de la vallée du Rift, avec la clone 13 a été finalisé et a permis de confirmer avec précision l’immunogénéicité du vaccin clone 13 sur des petits ruminants du Nord du pays, son innocuité chez les femelles et son efficacité après le challenge naturel. Aussi, l’essai vaccinal du VICH est-il certifié et validé.
La production d’un vaccin bivalent contre la maladie de Newcastle et la variole aviaire est en phase de finalisation. Des résultats préliminaires sont engrangés dans le processus de développement de vaccin contre la cowdriose.
La lutte contre l’infestation glossinaire constitue également un acquis majeur. Plusieurs recherches ont été conduites dans les principaux foyers (Casamance naturelle, Haute Casamance et Sénégal oriental, Niayes). Dans la zone des Niayes, la technique de lâcher de mouches mâles stériles a permis d’éradiquer la trypanosomiase dans cet espace.
Les cartes épidémiologiques, des modèles de prédiction, l’identification de nouvelles souches circulantes de pathogènes, de vecteurs potentiels et des facteurs de risques sont régulièrement   réalisés

### Productions Forestières
Sur la gestion des terres, les principaux résultats sont la réhabilitation des terres dégradées par la salinisation et l’érosion hydrique et éolienne, agronomiques et biologiques et/ou leur combinaison. Une réduction de 20% des phénomènes d’érosion hydrique a été notée au niveau des zones protégées,.
Les technologies développées dans l’agrobiodiversité consistent à la mise en place de bandes boisées d’espèces halophiles dans les zones de bordures de tannes marquées par de fortes teneurs en sel, l’installation de diguettes et haies vives isohypses d’espèces halotolérantes en association avec les cultures céréalières dans les tannes herbeuses et arbustives. Ces technologies, ont permis de récupérer d’importantes étendues de terres dans les régions du bassin arachidier affectées par la remontée de la langue salée.
On a parvenu à la  maîtrise de la pépinière à l’installation dans les différentes zones écologiques (types de semis, période de semis, nature des substrats, mode de conduite, lutte phytosanitaire…). Les techniques de plantation et de gestion sylvicole des peuplements sont aussi maîtrisées (préparation du sol, période et densités de plantation, âge d’exploitation et production ligneuse).
La recherche forestière a pu également améliorer le matériel végétal de plusieurs espèces en raccourcissant leur cycle de production (Adansonia digitata, Ziziphus mauritiana, Detarium senegalense…) et faciliter ainsi la domestication des fruitiers forestiers. Ces résultats sont transférés aux utilisateurs dont les Eaux et Forêts, les organisations des producteurs et autres ONG notamment sur les techniques de greffage horticole.
Les techniques de régénération naturelle (RNA) assistée, les densités minimales de plusieurs espèces sont connues. Elles varient de 25 à 400 pieds à l’hectare en fonction des espèces ligneuses et de leur état phénologique.

## Infrastructures
L’institut intervient dans les six zones éco-géographiques du Sénégal grâce à un dispositif infrastructurel dense constitué de centres régionaux, de laboratoires nationaux, d’unités de recherche et de production et de Points d’Appui de Prévulgarisation et d’Expérimentations Multilocales (PAPEM). 

## Recherche
L’ISRA a toujours travaillé sur des recherches prioritaires pour le Sénégal et qui sont consignées en partie sur l’état des lieux dressé au cours des dix dernières années. Les problématiques abordées restent d’actualité, surtout dans le contexte de changement climatique.
Ainsi, trois grandes priorités de recherche en lien avec la demande de recherche formulée par les utilisateurs ont été retenues dans ce plan stratégique :
— le renforcement de la productivité pour améliorer la sécurité alimentaire et nutritionnelle :
Le défi de la production en quantité et en qualité est grandissant. Les travaux de recherche au cours des prochaines années accorderont une place de choix à la recherche fondamentale par la sélection variétale, la biotechnologie, à la recherche appliquée/recherche-développement par la gestion de la fertilité des sols, l’amélioration de la santé et des productions animales, halieutiques et aquacoles, la gestion et la gouvernance des ressources naturelles (avec un accent sur le foncier), la gestion des ravageurs, la gestion des pertes post-récolte…
— les changements climatiques et les mesures d’atténuation de leurs impacts :
Les variabilités climatiques compromettent nos systèmes de production et affectent négativement la compétitivité de notre agriculture. De plus, les producteurs, en dépit des stratégies endogènes qu’ils développent, restent vulnérables face aux changements climatiques. Les recherches, susceptibles de mitiger les effets des changements climatiques, seront intensifiées au cours des prochaines années pour simuler des scénarios dans le moyen et le long terme afin de proposer des pratiques agricoles adaptées, rentables et protectrices de l’environnement. Ces stratégies devront ainsi s’inscrire dans les dispositions mises en place dans le cadre des Objectifs de développement durable.
— la professionnalisation des filières :
Face aux mutations socio-économiques du monde, dans un contexte de globalisation des échanges, les filières agricoles sont appelées à s’adapter aux exigences des marchés nationaux et internationaux. Les recherches à inscrire dans ce plan stratégique viseront une meilleure professionnalisation des filières en améliorant les circuits de transformation, de distribution, de commercialisation, mais aussi en optant pour des politiques agricoles sensibles à la compétitivité des filières. Ces dispositions sont gage de sécurité alimentaire et nutritionnelle.
Les objectifs stratégiques :
De ces lignes de forces stratégiques, nous dérivons des objectifs stratégiques de deux ordres : un objectif stratégique visant les dispositions institutionnelles et organisationnelles et trois objectifs stratégiques pour l’atteinte des résultats scientifiques :
1. Contribuer à l’amélioration des performances, de la résilience et de la durabilité des systèmes de production.
2. Contribuer à la transformation durable de l’Agriculture sénégalaise à travers
l’accompagnement continu des exploitations Agricoles.
3. Contribuer à l’amélioration de la prise de décision et de la planification, et à l’appropriation des résultats de la recherche Agricole.
4. Renforcer le leadership de l’ISRA en matière de création de connaissances scientifiques dans la recherche Agricole.
Ces dernières années, deux slogans révélateurs d’une prise de conscience collective ont été affichés : « Nourrir le monde et préserver l’environnement » en 2014 pour l’année internationale de l’agriculture familiale, « Feeding Africa (Nourrir l’Afrique) » et en 2015 à la conférence de haut niveau à l’échelle africaine organisée par la Banque Africaine de Développement (BAD). Les transformations nécessaires pour faire de l’agriculture un moteur de croissance y étaient débattues, et elles concernent les leviers à mobiliser pour accroître les performances agricoles de manière durable et équitable. Ces évènements et les mots d’ordre qu’ils véhiculent, témoignent de dynamiques de transformations à la fois internes aux exploitations agricoles (familiales ou industrielles) et propulsées de l’extérieur par les gouvernements, le secteur privé et la société civile. Au regard de cet état de fait et du diagnostic établi, trois axes stratégiques scientifiques (axes 1, 2 et 3) et un axe stratégique d’accompagnement sont dégagés (axe 4) :
1. Promotion de systèmes de production performants, résilients et compétitifs et durables
2. Transformation de l’Agriculture et accompagnement durable des exploitations familiales et agro-industries
3. Veille, prospective et valorisation
4. Développement des capacités et consolidation du partenariat

### Axes de recherche
Ces dernières années, deux slogans révélateurs d’une prise de conscience collective ont été affichés : « Nourrir le monde et préserver l’environnement » en 2014 pour l’année internationale de l’agriculture familiale, « Feeding Africa (Nourrir l’Afrique) » et en 2015 à la conférence de haut niveau à l’échelle africaine organisée par la Banque Africaine de Développement (BAD).
Les transformations nécessaires pour faire de l’agriculture un moteur de croissance y étaient débattues, et elles concernent les leviers à mobiliser pour accroître les performances agricoles de manière durable et équitable. Ces évènements et les mots d’ordre qu’ils véhiculent, témoignent de dynamiques de transformations à la fois internes aux exploitations agricoles (familiales ou industrielles) et propulsées de l’extérieur par les gouvernements, le secteur privé et la société civile. Au regard de cet état de fait et du diagnostic établi, trois axes stratégiques scientifiques (axes 1, 2 et 3) et un axe stratégique d’accompagnement sont dégagés (axe 4) :
1. Promotion de systèmes de production performants, résilients et compétitifs
et durables
2. Transformation de l’Agriculture et accompagnement durable des exploitations familiales et agro-industries
3. Veille, prospective et valorisation
4. Développement des capacités et consolidation du partenariat
Les axes stratégiques proposés s’intègrent dans les différents axes du Plan Sénégal Émergent et de son volet agricole, le PRACAS. Les objectifs du PRACAS pour une agriculture diversifiée, compétitive et durable, capable de nourrir le Sénégal et les Sénégalais s’inscrivent dans l’axe du PSE relatif à la transformation structurelle de l’économie et la croissance. Le Sénégal attend de son secteur agricole davantage de productivité par une intensification durable des systèmes de production. Les axes 1 et 2 du plan stratégique de l’ISRA tentent de répondre à ce besoin de développement agricole harmonieux. Ils promeuvent des systèmes de production performants, résilients compétitifs et durables ainsi qu’une transformation de l’Agriculture et accompagnement durables des exploitations familiales et agro- industries.
Une recherche agricole performante et qui s’adapte aux mutations demeure une recherche résolument tournée vers les besoins futurs de ses bénéficiaires. Les multiples changements globaux, particulièrement les changements climatiques et un commerce international marqué par des tensions récurrentes sur les prix et sur les politiques interpellent la dimension veille et prospective de la recherche. Il s’agit de s’adapter ou de disparaitre, au meilleur des cas, d’être laissé en rade. L’ISRA inscrit ainsi un axe stratégique (axe 3) sur la veille, la prospective et la valorisation. Cet axe est également largement en conformité avec les attendus du PSE dans sa dimension « transformation structurelle de l’économie et la croissance ».
Le Développement des capacités et la consolidation du partenariat reconnus par l’ISRA comme un pilier fort permet de répondre au double défi de la reddition mais aussi de la capacitation de son personnel scientifique, administratif et technique. Il s’agit d’un axe à fort enjeu orienté vers le capital humain et la gouvernance. Cet axe stratégique regroupe les recommandations issues des deux derniers axes du PSE, en l’occurrence le «Capital humain, Protection sociale et Développement durable» et « Gouvernance, Institutions, Paix et Sécurité » 

## Enjeux et défis de la recherche
La politique gouvernementale de développement de l’agriculture est décrite dans le Plan Sénégal Émergent (PSE) et mise en œuvre par le Programme d’accélération de la cadence de l’agriculture sénégalaise (PRACAS).
L’objectif à court et moyen termes est de réaliser l’autosuffisance en riz, en oignon, l’optimisation de l’industrie de l’arachide avec une possibilité d’exploitation, le développement des filières fruits et légumes de contre-saison avec également un objectif d’exploitation. L’État cherche également une augmentation de la production de lait pour couvrir les besoins nationaux, afin de réduire la facture d’importation pour les produits laitiers, à réaliser l’autosuffisance en mouton pour l’Aïd el Kabir (Tabaski) et la couverture en besoin carné de la population. Aussi, il est important de soutenir la production de la volaille qui assure aujourd’hui une consommation par habitant estimée à 17,8 kg/an de viande de volaille, mais qui reste fragile.
La dynamique de développement du sous-secteur de la pêche qui a occupé le premier rang des exportations en 2016, avec 14,6% des recettes d’exportation et 3,2% du PIB, doit être maintenue. Ce sous-secteur joue un rôle clé dans la nutrition et la sécurité alimentaire, fournissant près de 70% de protéines animales avec une consommation moyenne par habitant de 29 kg/an.
Dans le domaine de la gestion durable de l’environnement, le Sénégal souhaite aménager 50% de la superficie forestière d’ici 2025. Il y a là un besoin de recherche sur les techniques et technologies pour la gestion durable des ressources forestières, la conservation de la diversité biologique, la valorisation des produits forestiers ligneux et non ligneux et la domestication des arbres fruitiers forestiers.
L’agriculture joue donc un rôle prépondérant dans la vie socio-économique du Sénégal et contribue pour 10-13% au produit intérieur brut (PIB). Le secteur agricole absorbe plus de 65% de la population active rurale et assure le revenu de 95% des ménages ruraux.
Cependant, l’agriculture est fortement perturbée par les changements climatiques, qui entrainent des périodes de sécheresse, souvent avec de longues pauses pluviométriques. Ainsi, l’augmentation et la diversification de la production sont impératives pour faire face à ces aléas climatiques. Ces objectifs permettraient d’améliorer le taux de couverture de la demande intérieure, de contribuer à l’amélioration des revenus des producteurs et à la réduction de la pauvreté.
La recherche doit donc jouer un rôle de premier plan dans l’introduction d’innovations technologiques, de techniques et d’outils d’aide à la décision pour promouvoir une agriculture productive, compétitive et durable, pourvoyeuse d’emplois notamment pour les jeunes. En effet, les marges de progrès dans les secteurs de l’agriculture, de l’élevage, de la pêche et de l’agroforesterie ne peuvent être exploitées de façon efficiente, sans une forte implication de la recherche qui doit y répondre par le transfert et l’adoption de ses résultats de manière efficace.
Les principaux défis de la recherche face à ce contexte sont les suivants :
— trouver les articulations appropriées entre modèles familial et entrepreneurial de production et de transformation agricole ;
— améliorer l’appropriation des résultats de la recherche par les partenaires ;
— influencer les politiques agricoles à partir des résultats de nos recherches et de prospectives ;
— développer les capacités institutionnelles ;
— accompagner les grandes orientations politiques et les objectifs de développement de l’État dans le court et moyen terme à travers :
– la reconstitution du capital semencier par la création et la sélection de variétés adaptées aux différentes zones agroécologiques du pays et la production des semences de pré bases requises ;
– la réalisation de l’autosuffisance en certains produits phares comme le riz et l’oignon par la génération d’innovations technologiques appropriées pour produire mieux et réduire les pertes post-récoltes ;
– la maîtrise des principales maladies animales par une surveillance épidémiologique active et passive soutenue par la création et la production de vaccins vétérinaires adaptés ; – l’augmentation de la productivité du cheptel, notamment ovin, par la génération de techniques d’élevage et d’alimentation appropriées (sélection/amélioration génétique) ;
– l’aménagement de 50% du domaine forestier à l’horizon 2025 par la génération de techniques et technologies permettant une gestion durable des ressources forestières ligneuses et non ligneuses ;
– la consolidation et augmentation de la part de la pêche dans l’économie nationale par la génération de connaissances permettant de gérer de façon durable les ressources halieutiques.
Résultats de la recherche

### Partenariat
Le dynamisme du partenariat scientifique à l’échelon local ou international sont des défis quotidiens de l’ISRA. L’importance du réseau de partenaires scientifiques et techniques (national et international) construit au fil des années est l’une des composantes majeures de la visibilité de l’ISRA renforçant ainsi la pertinence de ses actions de recherche et de formation sur les cinq domaines thématiques.
Cette assise partenariale se consolide par l’ouverture à de nouveaux partenariats et la participation aux initiatives de recherche internationale. Qu’il s’agisse des partenaires classiques internationaux ou des nouvelles universités sénégalaises, l’enjeu est à la fois de renforcer les équipes de recherche par de nouvelles compétences, de mobiliser des ressources pour répondre aux priorités scientifiques nationales (découlant de nos besoins de développement) et de s’inscrire sur l’agenda de recherche à l’international de sorte à maximiser nos capacités à mobiliser des ressources hautement compétitives disponibles dans les guichets internationaux.